# Ridesport under sommer-OL 2008
Ridesport under Sommer-OL 2008 står på det olympiske program for 23. gang under OL-2008 i Beijing. Konkurrencerne bliver gennemført i perioden 9. til 20. august. Der bliver konkurreret om i alt seks olympiske titler, tre individuelle og tre i hold, i military, dressur og ridebanespringning